# 國民美少女
國民美少女，是上海文化广播影视集团有限公司（SMG）一檔由中國大型女子偶像團體SNH48為主要參演成員的綜藝節目，於2016年1月10日起每星期六21:00在優酷網、土豆網首播，每星期一23:30在東方衛視播出，每週三19:00在炫動卡通播出。

## 簡介
本節目是由SMG互聯網節目中心、東方衛視中心所製作，攜手SNH48打造養成類真人秀。學員們必須在節目期間封閉訓練。訓練期間有多位明星蒞臨集訓營，對學員歌唱、舞蹈以及表演等多方面進行指導。節目中人氣三強率隊比拚，並由觀眾投票決定去留。
2015年12月24日，節目宣傳片正式亮相，而各成員的個人宣傳片亦陸續公開。
節目也於每星期一23:30在東方衛視、每星期三19:00在炫動卡通播出。
第一季結果，冠軍N隊，亞軍S隊。

## 出演者
- 院長：費玉清[1][8]
- 教授：易小星[1][4]
- 生活老師：沈南[1][9]
- 固定出演者：SNH48成員：
  - Team SII：吳哲晗（兼任Team X）、徐晨辰、許佳琪、莫寒（於第八期加入）
  - Team NII：黃婷婷、陸婷、萬麗娜、周怡、曾艷芬（於第八期加入）
  - Team HII：劉炅然、劉佩鑫、徐晗、王璐（於第八期加入）
  - Team X：陳琳、馮曉菲、李晶、李釗、邵雪聰、宋昕冉、孫歆文、汪佳翎、汪束[註 1]、王曉佳、吳哲晗（兼任Team SII）、謝天依、楊冰怡、閆明筠、楊韞玉、張丹三、張韵雯
  - Team XII：陳美君、陳音、陳韞凌、費沁源、潘瑛琪、熊素君、嚴佼君、於佳怡、張菡筱、張怡

## 投票方式
節目全程將以網絡投票方式，決定各成員的成績和去留。投票途徑包括:
- 優酷《國民美少女》專區
- 優酷來瘋平台
- 《國民美少女》節目微信公眾號
- 東方衛視官方app「哇啦」
- SNH48官方app「口袋48」

本節目所有投票均為免費，不另收費。
節目設有日榜、週榜及總榜，列出各成員的名次，其中日榜每天晚上11:00清零，週榜逢星期六晚上11:00清零，總榜票數則會累積直至節目結束。

## 分隊組成
(註:下文所述的分隊僅適用於本節目，並不代表該成員已移籍至SNH48的同名分隊。)

於2016年1月5日晚上錄製第一集前，節目透過上述渠道開放投票，讓歌迷決定能繼續參加節目的成員。票數實時更新直至節目錄製當天凌晨零時，此後不再顯示各成員得票數，同日早上10時結束投票。
於第一集節目中，九位曾於SNH48總選舉取得名次的一至三期生成為S、N、H三個戰隊的「學姐」，她們分別是:
- S隊：徐晨辰、许佳琪、吴哲晗
- N隊：万丽娜、陆婷、黄婷婷
- H隊：刘炅然、刘佩鑫、徐晗

其餘26位成員則為「國民學妹」。
第一回合選秀開始前，S、N及H三隊各派出一名學姐，以猜拳方式決定選秀順位，結果為:
- 第一名：万丽娜(N隊獲得第一、第四及第七順位)
- 第二名：刘佩鑫(H隊獲得第二、第五及第八順位)
- 第三名：许佳琪(S隊獲得第三、第六及第九順位)

之後由教授和生活老師公佈於事前投票獲得人氣排行榜前九名的成員，這九名成員穩獲入選戰隊的資格，由學姐按上述順序選擇入隊，她們分別是:
| 人氣排行榜名次 | 成員姓名 | 得票    | 入選戰隊(獲選順序) |
| -------------- | -------- | ------- | ------------------ |
| 1              | 严佼君   | 812,233 | H (8)              |
| 2              | 费沁源   | 747,783 | N (1)              |
| 3              | 张丹三   | 741,069 | H (2)              |
| 4              | 汪佳翎   | 723,611 | S (9)              |
| 5              | 宋昕冉   | 719,704 | S (3)              |
| 6              | 周怡     | 679,652 | N (7)              |
| 7              | 邵雪聪   | 648,078 | S (6)              |
| 8              | 陈琳     | 639,685 | N (4)              |
| 9              | 闫明筠   | 619,894 | H (5)              |

餘下17名成員繼續待定。
在第二回合選秀，三隊成員以三角拔河方式決定選秀順位，最先敲響自己一方的銅鑼的隊伍勝出。比賽名次為:
- 第一名：N隊(獲得第一、第四及第七順位)
- 第二名：H隊(獲得第二、第五及第八順位)
- 第三名：S隊(獲得第三、第六及第九順位)

以下為第二回合獲選的成員:
| 人氣排行榜名次 | 成員姓名 | 得票    | 入選戰隊(獲選順序) |
| -------------- | -------- | ------- | ------------------ |
| 10             | 謝天依   | 583,775 | S (9)              |
| 11             | 楊韞玉   | 577,946 | N (1)              |
| 12             | 張菡筱   | 514,909 | S (3)              |
| 13             | 王曉佳   | 501,194 | H (8)              |
| 14             | 潘瑛琪   | 452,785 | 未能入選           |
| 15             | 馮曉菲   | 451,617 | 未能入選           |
| 16             | 李釗     | 449,504 | H (5)              |
| 17             | 陳美君   | 448,737 | 未能入選           |
| 18             | 張韵雯   | 448,440 | 未能入選           |
| 19             | 熊素君   | 445,043 | 未能入選           |
| 20             | 於佳怡     | 443,189 | N (7)              |
| 21             | 陳音     | 443,021 | S (6)              |
| 22             | 張怡     | 441,397 | H (2)              |
| 23             | 楊冰怡   | 441,326 | N (4)              |
| 24             | 陳韞凌   | 437,540 | 未能入選           |
| 25             | 李晶     | 431,562 | 未能入選           |
| 26             | 孫歆文   | 292,387 | 未能入選           |

未入選任何戰隊的潘瑛琪、馮曉菲、陳美君、張韵雯、熊素君、陳韞凌、李晶和孫歆文即時被淘汰。
至此三隊的成員已全部確定，分別為:
- S隊：许佳琪、徐晨辰、吴哲晗、宋昕冉、邵雪聪、汪佳翎、张菡筱、陈音、谢天依
- N隊：黄婷婷、万丽娜、陆婷、费沁源、陈琳、周怡、杨韫玉、杨冰怡、於佳怡
- H隊：刘佩鑫、徐晗、刘炅然、张丹三、闫明筠、严佼君、张怡、李钊、王晓佳

## 每期資訊
第1期
| 播出期      | 第1期 | 播出时间    | 2016年1月10日 | 主題        | 開播盛典 |
| 成員变化    | 無    | 無          | 無            | 無          | 無       |
| S隊剩餘人數 | 9     | N隊剩餘人數 | 9             | H隊剩餘人數 | 9        |
| 內容        |       |             |               |             |          |

第2期
| 播出期      | 第2期 | 播出时间 | 2016年1月16日 | 主題 | 青春之戰 |
| 成員变化    | S隊謝天依、邵雪聰淘汰 | S隊謝天依、邵雪聰淘汰 | S隊謝天依、邵雪聰淘汰 | S隊謝天依、邵雪聰淘汰 | S隊謝天依、邵雪聰淘汰 |
| S隊剩餘人數 | 7 | N隊剩餘人數 | 9 | H隊剩餘人數 | 9 |
| 內容        | - 開唱曲 - 青春萌萌噠 - 第一回 隊歌對決 - S隊演唱歌曲《童年》 - N隊演唱歌曲《離開地球表面》 - H隊演唱歌曲《青蘋果樂園》 - 成員淘汰環節 - S隊謝天依淘汰 - 第二回 Unit曲對決 - S隊演唱歌曲《綠光》 - N隊演唱歌曲《美麗新世界》 - H隊演唱歌曲《當你》 - 風雲對決台斗決 - S隊邵雪聰 PK S隊吳哲晗 - 結果：S隊邵雪聰淘汰 | - 開唱曲 - 青春萌萌噠 - 第一回 隊歌對決 - S隊演唱歌曲《童年》 - N隊演唱歌曲《離開地球表面》 - H隊演唱歌曲《青蘋果樂園》 - 成員淘汰環節 - S隊謝天依淘汰 - 第二回 Unit曲對決 - S隊演唱歌曲《綠光》 - N隊演唱歌曲《美麗新世界》 - H隊演唱歌曲《當你》 - 風雲對決台斗決 - S隊邵雪聰 PK S隊吳哲晗 - 結果：S隊邵雪聰淘汰 | - 開唱曲 - 青春萌萌噠 - 第一回 隊歌對決 - S隊演唱歌曲《童年》 - N隊演唱歌曲《離開地球表面》 - H隊演唱歌曲《青蘋果樂園》 - 成員淘汰環節 - S隊謝天依淘汰 - 第二回 Unit曲對決 - S隊演唱歌曲《綠光》 - N隊演唱歌曲《美麗新世界》 - H隊演唱歌曲《當你》 - 風雲對決台斗決 - S隊邵雪聰 PK S隊吳哲晗 - 結果：S隊邵雪聰淘汰 | - 開唱曲 - 青春萌萌噠 - 第一回 隊歌對決 - S隊演唱歌曲《童年》 - N隊演唱歌曲《離開地球表面》 - H隊演唱歌曲《青蘋果樂園》 - 成員淘汰環節 - S隊謝天依淘汰 - 第二回 Unit曲對決 - S隊演唱歌曲《綠光》 - N隊演唱歌曲《美麗新世界》 - H隊演唱歌曲《當你》 - 風雲對決台斗決 - S隊邵雪聰 PK S隊吳哲晗 - 結果：S隊邵雪聰淘汰 | - 開唱曲 - 青春萌萌噠 - 第一回 隊歌對決 - S隊演唱歌曲《童年》 - N隊演唱歌曲《離開地球表面》 - H隊演唱歌曲《青蘋果樂園》 - 成員淘汰環節 - S隊謝天依淘汰 - 第二回 Unit曲對決 - S隊演唱歌曲《綠光》 - N隊演唱歌曲《美麗新世界》 - H隊演唱歌曲《當你》 - 風雲對決台斗決 - S隊邵雪聰 PK S隊吳哲晗 - 結果：S隊邵雪聰淘汰 |

第3期
| 播出期      | 第3期 | 播出时间 | 2016年1月23日 | 主題 | 我是女主角 |
| 成員变化    | N隊楊冰怡、H隊閆明筠淘汰 | N隊楊冰怡、H隊閆明筠淘汰 | N隊楊冰怡、H隊閆明筠淘汰 | N隊楊冰怡、H隊閆明筠淘汰 | N隊楊冰怡、H隊閆明筠淘汰 |
| S隊剩餘人數 | 7 | N隊剩餘人數 | 8 | H隊剩餘人數 | 8 |
| 內容        | - 開唱曲 - 大王叫我来巡山 - 第一回 隊歌對決 - N隊演唱歌曲《失戀陣線聯盟》 - H隊演唱歌曲《We are all in this together》 - S隊演唱歌曲《直到世界的尽头…》 - 風雲對決台斗決 - N隊楊冰怡 PK H隊李釗 - 結果：N隊楊冰怡淘汰 - 第二回 Unit曲對決 - N隊演唱歌曲《小幸運》 - H隊演唱歌曲《愛你的宿命》 - S隊演唱歌曲《時間煮雨》 - 風雲對決台斗決 - N隊萬麗娜 PK H隊閆明筠 - 結果：H隊閆明筠淘汰 | - 開唱曲 - 大王叫我来巡山 - 第一回 隊歌對決 - N隊演唱歌曲《失戀陣線聯盟》 - H隊演唱歌曲《We are all in this together》 - S隊演唱歌曲《直到世界的尽头…》 - 風雲對決台斗決 - N隊楊冰怡 PK H隊李釗 - 結果：N隊楊冰怡淘汰 - 第二回 Unit曲對決 - N隊演唱歌曲《小幸運》 - H隊演唱歌曲《愛你的宿命》 - S隊演唱歌曲《時間煮雨》 - 風雲對決台斗決 - N隊萬麗娜 PK H隊閆明筠 - 結果：H隊閆明筠淘汰 | - 開唱曲 - 大王叫我来巡山 - 第一回 隊歌對決 - N隊演唱歌曲《失戀陣線聯盟》 - H隊演唱歌曲《We are all in this together》 - S隊演唱歌曲《直到世界的尽头…》 - 風雲對決台斗決 - N隊楊冰怡 PK H隊李釗 - 結果：N隊楊冰怡淘汰 - 第二回 Unit曲對決 - N隊演唱歌曲《小幸運》 - H隊演唱歌曲《愛你的宿命》 - S隊演唱歌曲《時間煮雨》 - 風雲對決台斗決 - N隊萬麗娜 PK H隊閆明筠 - 結果：H隊閆明筠淘汰 | - 開唱曲 - 大王叫我来巡山 - 第一回 隊歌對決 - N隊演唱歌曲《失戀陣線聯盟》 - H隊演唱歌曲《We are all in this together》 - S隊演唱歌曲《直到世界的尽头…》 - 風雲對決台斗決 - N隊楊冰怡 PK H隊李釗 - 結果：N隊楊冰怡淘汰 - 第二回 Unit曲對決 - N隊演唱歌曲《小幸運》 - H隊演唱歌曲《愛你的宿命》 - S隊演唱歌曲《時間煮雨》 - 風雲對決台斗決 - N隊萬麗娜 PK H隊閆明筠 - 結果：H隊閆明筠淘汰 | - 開唱曲 - 大王叫我来巡山 - 第一回 隊歌對決 - N隊演唱歌曲《失戀陣線聯盟》 - H隊演唱歌曲《We are all in this together》 - S隊演唱歌曲《直到世界的尽头…》 - 風雲對決台斗決 - N隊楊冰怡 PK H隊李釗 - 結果：N隊楊冰怡淘汰 - 第二回 Unit曲對決 - N隊演唱歌曲《小幸運》 - H隊演唱歌曲《愛你的宿命》 - S隊演唱歌曲《時間煮雨》 - 風雲對決台斗決 - N隊萬麗娜 PK H隊閆明筠 - 結果：H隊閆明筠淘汰 |

第4期
| 播出期      | 第4期 | 播出时间 | 2016年1月30日 | 主題 | 愛我還是他 |
| 成員变化    | N隊於佳怡、H隊李釗淘汰 | N隊於佳怡、H隊李釗淘汰 | N隊於佳怡、H隊李釗淘汰 | N隊於佳怡、H隊李釗淘汰 | N隊於佳怡、H隊李釗淘汰 |
| S隊剩餘人數 | 7 | N隊剩餘人數 | 7 | H隊剩餘人數 | 7 |
| 內容        | - 開唱曲 - 普通Disco - 第一回 隊歌對決 - H隊演唱歌曲《MAMA》 - S隊演唱歌曲《精舞門》 - N隊演唱歌曲《本草綱目》＋《雙截棍》 - 風雲對決台斗決 - H隊張怡 PK N隊於佳怡 - 結果：N隊於佳怡淘汰 - 第二回 Unit曲對決 - H隊演唱歌曲《只對你有感覺》 - S隊演唱歌曲《孤單芭蕾》 - N隊演唱歌曲《Tell Me》 - 風雲對決台斗決 - H隊王曉佳 PK H隊李釗 - 結果：H隊李釗淘汰 | - 開唱曲 - 普通Disco - 第一回 隊歌對決 - H隊演唱歌曲《MAMA》 - S隊演唱歌曲《精舞門》 - N隊演唱歌曲《本草綱目》＋《雙截棍》 - 風雲對決台斗決 - H隊張怡 PK N隊於佳怡 - 結果：N隊於佳怡淘汰 - 第二回 Unit曲對決 - H隊演唱歌曲《只對你有感覺》 - S隊演唱歌曲《孤單芭蕾》 - N隊演唱歌曲《Tell Me》 - 風雲對決台斗決 - H隊王曉佳 PK H隊李釗 - 結果：H隊李釗淘汰 | - 開唱曲 - 普通Disco - 第一回 隊歌對決 - H隊演唱歌曲《MAMA》 - S隊演唱歌曲《精舞門》 - N隊演唱歌曲《本草綱目》＋《雙截棍》 - 風雲對決台斗決 - H隊張怡 PK N隊於佳怡 - 結果：N隊於佳怡淘汰 - 第二回 Unit曲對決 - H隊演唱歌曲《只對你有感覺》 - S隊演唱歌曲《孤單芭蕾》 - N隊演唱歌曲《Tell Me》 - 風雲對決台斗決 - H隊王曉佳 PK H隊李釗 - 結果：H隊李釗淘汰 | - 開唱曲 - 普通Disco - 第一回 隊歌對決 - H隊演唱歌曲《MAMA》 - S隊演唱歌曲《精舞門》 - N隊演唱歌曲《本草綱目》＋《雙截棍》 - 風雲對決台斗決 - H隊張怡 PK N隊於佳怡 - 結果：N隊於佳怡淘汰 - 第二回 Unit曲對決 - H隊演唱歌曲《只對你有感覺》 - S隊演唱歌曲《孤單芭蕾》 - N隊演唱歌曲《Tell Me》 - 風雲對決台斗決 - H隊王曉佳 PK H隊李釗 - 結果：H隊李釗淘汰 | - 開唱曲 - 普通Disco - 第一回 隊歌對決 - H隊演唱歌曲《MAMA》 - S隊演唱歌曲《精舞門》 - N隊演唱歌曲《本草綱目》＋《雙截棍》 - 風雲對決台斗決 - H隊張怡 PK N隊於佳怡 - 結果：N隊於佳怡淘汰 - 第二回 Unit曲對決 - H隊演唱歌曲《只對你有感覺》 - S隊演唱歌曲《孤單芭蕾》 - N隊演唱歌曲《Tell Me》 - 風雲對決台斗決 - H隊王曉佳 PK H隊李釗 - 結果：H隊李釗淘汰 |

第5期
| 播出期      | 第5期 | 播出时间 | 2016年2月6日 | 主題 | 美少女村晚 |
| 成員变化    | S隊汪佳翎、N隊周怡淘汰 | S隊汪佳翎、N隊周怡淘汰 | S隊汪佳翎、N隊周怡淘汰 | S隊汪佳翎、N隊周怡淘汰 | S隊汪佳翎、N隊周怡淘汰 |
| S隊剩餘人數 | 6 | N隊剩餘人數 | 6 | H隊剩餘人數 | 7 |
| 內容        | - 開唱曲 - 魅藍魅藍我愛你 - 第一回 - 風雲對決台斗決 - S隊汪佳翎 PK S隊陳音 - 結果：S隊汪佳翎淘汰 - 第二回 隊歌對決 - N隊演唱歌曲《慶祝》 - H隊演唱歌曲《敢問路在何方》 - S隊演唱歌曲《蝴蝶泉邊》 - 風雲對決台斗決 - N隊費沁源 PK N隊周怡 - 結果：N隊周怡 | - 開唱曲 - 魅藍魅藍我愛你 - 第一回 - 風雲對決台斗決 - S隊汪佳翎 PK S隊陳音 - 結果：S隊汪佳翎淘汰 - 第二回 隊歌對決 - N隊演唱歌曲《慶祝》 - H隊演唱歌曲《敢問路在何方》 - S隊演唱歌曲《蝴蝶泉邊》 - 風雲對決台斗決 - N隊費沁源 PK N隊周怡 - 結果：N隊周怡 | - 開唱曲 - 魅藍魅藍我愛你 - 第一回 - 風雲對決台斗決 - S隊汪佳翎 PK S隊陳音 - 結果：S隊汪佳翎淘汰 - 第二回 隊歌對決 - N隊演唱歌曲《慶祝》 - H隊演唱歌曲《敢問路在何方》 - S隊演唱歌曲《蝴蝶泉邊》 - 風雲對決台斗決 - N隊費沁源 PK N隊周怡 - 結果：N隊周怡 | - 開唱曲 - 魅藍魅藍我愛你 - 第一回 - 風雲對決台斗決 - S隊汪佳翎 PK S隊陳音 - 結果：S隊汪佳翎淘汰 - 第二回 隊歌對決 - N隊演唱歌曲《慶祝》 - H隊演唱歌曲《敢問路在何方》 - S隊演唱歌曲《蝴蝶泉邊》 - 風雲對決台斗決 - N隊費沁源 PK N隊周怡 - 結果：N隊周怡 | - 開唱曲 - 魅藍魅藍我愛你 - 第一回 - 風雲對決台斗決 - S隊汪佳翎 PK S隊陳音 - 結果：S隊汪佳翎淘汰 - 第二回 隊歌對決 - N隊演唱歌曲《慶祝》 - H隊演唱歌曲《敢問路在何方》 - S隊演唱歌曲《蝴蝶泉邊》 - 風雲對決台斗決 - N隊費沁源 PK N隊周怡 - 結果：N隊周怡 |

第6期
| 播出期      | 第6期 | 播出时间 | 2016年2月20日 | 主題 | 轟趴night |
| 成員变化    | H隊張怡、S隊張菡筱淘汰 | H隊張怡、S隊張菡筱淘汰 | H隊張怡、S隊張菡筱淘汰 | H隊張怡、S隊張菡筱淘汰 | H隊張怡、S隊張菡筱淘汰 |
| S隊剩餘人數 | 5 | N隊剩餘人數 | 6 | H隊剩餘人數 | 6 |
| 內容        | - 開唱曲 - 咱们屯里的人 - 第一回 隊歌對決 - N隊演唱歌曲《Play我呸》 - H隊演唱歌曲《Daddy》 - s隊演唱歌曲《Barbie girl》 - 風雲對決台斗決 - H隊張怡 PK S隊徐晨辰 - 結果：H隊張怡怡淘汰 - 第二回 三隊合演 - 徐晨辰、陸婷、劉炅然演唱歌曲《三天三夜》 - 許佳琪、萬麗娜、劉佩鑫演唱歌曲《moonlight night》 - 風雲對決台斗決 - H隊張丹三 PK S隊張菡筱 - 結果：S隊張菡筱淘汰 | - 開唱曲 - 咱们屯里的人 - 第一回 隊歌對決 - N隊演唱歌曲《Play我呸》 - H隊演唱歌曲《Daddy》 - s隊演唱歌曲《Barbie girl》 - 風雲對決台斗決 - H隊張怡 PK S隊徐晨辰 - 結果：H隊張怡怡淘汰 - 第二回 三隊合演 - 徐晨辰、陸婷、劉炅然演唱歌曲《三天三夜》 - 許佳琪、萬麗娜、劉佩鑫演唱歌曲《moonlight night》 - 風雲對決台斗決 - H隊張丹三 PK S隊張菡筱 - 結果：S隊張菡筱淘汰 | - 開唱曲 - 咱们屯里的人 - 第一回 隊歌對決 - N隊演唱歌曲《Play我呸》 - H隊演唱歌曲《Daddy》 - s隊演唱歌曲《Barbie girl》 - 風雲對決台斗決 - H隊張怡 PK S隊徐晨辰 - 結果：H隊張怡怡淘汰 - 第二回 三隊合演 - 徐晨辰、陸婷、劉炅然演唱歌曲《三天三夜》 - 許佳琪、萬麗娜、劉佩鑫演唱歌曲《moonlight night》 - 風雲對決台斗決 - H隊張丹三 PK S隊張菡筱 - 結果：S隊張菡筱淘汰 | - 開唱曲 - 咱们屯里的人 - 第一回 隊歌對決 - N隊演唱歌曲《Play我呸》 - H隊演唱歌曲《Daddy》 - s隊演唱歌曲《Barbie girl》 - 風雲對決台斗決 - H隊張怡 PK S隊徐晨辰 - 結果：H隊張怡怡淘汰 - 第二回 三隊合演 - 徐晨辰、陸婷、劉炅然演唱歌曲《三天三夜》 - 許佳琪、萬麗娜、劉佩鑫演唱歌曲《moonlight night》 - 風雲對決台斗決 - H隊張丹三 PK S隊張菡筱 - 結果：S隊張菡筱淘汰 | - 開唱曲 - 咱们屯里的人 - 第一回 隊歌對決 - N隊演唱歌曲《Play我呸》 - H隊演唱歌曲《Daddy》 - s隊演唱歌曲《Barbie girl》 - 風雲對決台斗決 - H隊張怡 PK S隊徐晨辰 - 結果：H隊張怡怡淘汰 - 第二回 三隊合演 - 徐晨辰、陸婷、劉炅然演唱歌曲《三天三夜》 - 許佳琪、萬麗娜、劉佩鑫演唱歌曲《moonlight night》 - 風雲對決台斗決 - H隊張丹三 PK S隊張菡筱 - 結果：S隊張菡筱淘汰 |

第7期
| 播出期      | 第7期 | 播出时间 | 2016年2月27日 | 主題 | 誰不說咱家鄉好 |
| 成員变化    | N隊楊韞玉、H隊劉佩鑫淘汰 | N隊楊韞玉、H隊劉佩鑫淘汰 | N隊楊韞玉、H隊劉佩鑫淘汰 | N隊楊韞玉、H隊劉佩鑫淘汰 | N隊楊韞玉、H隊劉佩鑫淘汰 |
| S隊剩餘人數 | 5 | N隊剩餘人數 | 5 | H隊剩餘人數 | 5 |
| 內容        | - 開唱曲 - 什麼都不必說 - 第一回 隊歌對決 - H隊演唱歌曲《打起手鼓唱起歌》 - S隊演唱歌曲《燕歸巢》 - N隊演唱歌曲《落葉歸根》 - 風雲對決台斗決 - N隊楊韞玉 PK N隊萬麗娜 - 結果：N隊楊韞玉淘汰 - 第二回 Unit曲對決 - H隊演唱歌曲《火》 - S隊演唱歌曲《表自》 - N隊演唱歌曲《霞飛路87號》 - 風雲對決台斗決 - H隊劉佩鑫 PK N隊黃婷婷 - 結果：H隊劉佩鑫淘汰 | - 開唱曲 - 什麼都不必說 - 第一回 隊歌對決 - H隊演唱歌曲《打起手鼓唱起歌》 - S隊演唱歌曲《燕歸巢》 - N隊演唱歌曲《落葉歸根》 - 風雲對決台斗決 - N隊楊韞玉 PK N隊萬麗娜 - 結果：N隊楊韞玉淘汰 - 第二回 Unit曲對決 - H隊演唱歌曲《火》 - S隊演唱歌曲《表自》 - N隊演唱歌曲《霞飛路87號》 - 風雲對決台斗決 - H隊劉佩鑫 PK N隊黃婷婷 - 結果：H隊劉佩鑫淘汰 | - 開唱曲 - 什麼都不必說 - 第一回 隊歌對決 - H隊演唱歌曲《打起手鼓唱起歌》 - S隊演唱歌曲《燕歸巢》 - N隊演唱歌曲《落葉歸根》 - 風雲對決台斗決 - N隊楊韞玉 PK N隊萬麗娜 - 結果：N隊楊韞玉淘汰 - 第二回 Unit曲對決 - H隊演唱歌曲《火》 - S隊演唱歌曲《表自》 - N隊演唱歌曲《霞飛路87號》 - 風雲對決台斗決 - H隊劉佩鑫 PK N隊黃婷婷 - 結果：H隊劉佩鑫淘汰 | - 開唱曲 - 什麼都不必說 - 第一回 隊歌對決 - H隊演唱歌曲《打起手鼓唱起歌》 - S隊演唱歌曲《燕歸巢》 - N隊演唱歌曲《落葉歸根》 - 風雲對決台斗決 - N隊楊韞玉 PK N隊萬麗娜 - 結果：N隊楊韞玉淘汰 - 第二回 Unit曲對決 - H隊演唱歌曲《火》 - S隊演唱歌曲《表自》 - N隊演唱歌曲《霞飛路87號》 - 風雲對決台斗決 - H隊劉佩鑫 PK N隊黃婷婷 - 結果：H隊劉佩鑫淘汰 | - 開唱曲 - 什麼都不必說 - 第一回 隊歌對決 - H隊演唱歌曲《打起手鼓唱起歌》 - S隊演唱歌曲《燕歸巢》 - N隊演唱歌曲《落葉歸根》 - 風雲對決台斗決 - N隊楊韞玉 PK N隊萬麗娜 - 結果：N隊楊韞玉淘汰 - 第二回 Unit曲對決 - H隊演唱歌曲《火》 - S隊演唱歌曲《表自》 - N隊演唱歌曲《霞飛路87號》 - 風雲對決台斗決 - H隊劉佩鑫 PK N隊黃婷婷 - 結果：H隊劉佩鑫淘汰 |

第8期
| 播出期      | 第8期 | 播出时间 | 2016年3月5日 | 主題 | 愛的奉獻 |
| 成員变化    | 莫寒加入S队、曾艷芬加入N队、王璐加入H队 H隊王曉佳、S隊吳哲晗淘汰 | 莫寒加入S队、曾艷芬加入N队、王璐加入H队 H隊王曉佳、S隊吳哲晗淘汰 | 莫寒加入S队、曾艷芬加入N队、王璐加入H队 H隊王曉佳、S隊吳哲晗淘汰 | 莫寒加入S队、曾艷芬加入N队、王璐加入H队 H隊王曉佳、S隊吳哲晗淘汰 | 莫寒加入S队、曾艷芬加入N队、王璐加入H队 H隊王曉佳、S隊吳哲晗淘汰 |
| S隊剩餘人數 | 5 | N隊剩餘人數 | 6 | H隊剩餘人數 | 5 |
| 內容        | - 開唱曲 - 世界上唯一的花 - 第一回 隊歌對決 - H隊演唱歌曲《[[]]》 - S隊演唱歌曲《[[]]》 - N隊演唱歌曲《[[]]》 - 風雲對決台斗決 - H隊王曉佳 PK S隊陳音 - 結果：H隊王曉佳淘汰 - 第二回 Unit曲對決 - H隊演唱歌曲《[[]]》 - S隊演唱歌曲《[[]]》 - N隊演唱歌曲《[[]]》 - 風雲對決台斗決 - H隊劉炅然 PK S隊吳哲晗 - 結果：S隊吳哲晗淘汰 | - 開唱曲 - 世界上唯一的花 - 第一回 隊歌對決 - H隊演唱歌曲《[[]]》 - S隊演唱歌曲《[[]]》 - N隊演唱歌曲《[[]]》 - 風雲對決台斗決 - H隊王曉佳 PK S隊陳音 - 結果：H隊王曉佳淘汰 - 第二回 Unit曲對決 - H隊演唱歌曲《[[]]》 - S隊演唱歌曲《[[]]》 - N隊演唱歌曲《[[]]》 - 風雲對決台斗決 - H隊劉炅然 PK S隊吳哲晗 - 結果：S隊吳哲晗淘汰 | - 開唱曲 - 世界上唯一的花 - 第一回 隊歌對決 - H隊演唱歌曲《[[]]》 - S隊演唱歌曲《[[]]》 - N隊演唱歌曲《[[]]》 - 風雲對決台斗決 - H隊王曉佳 PK S隊陳音 - 結果：H隊王曉佳淘汰 - 第二回 Unit曲對決 - H隊演唱歌曲《[[]]》 - S隊演唱歌曲《[[]]》 - N隊演唱歌曲《[[]]》 - 風雲對決台斗決 - H隊劉炅然 PK S隊吳哲晗 - 結果：S隊吳哲晗淘汰 | - 開唱曲 - 世界上唯一的花 - 第一回 隊歌對決 - H隊演唱歌曲《[[]]》 - S隊演唱歌曲《[[]]》 - N隊演唱歌曲《[[]]》 - 風雲對決台斗決 - H隊王曉佳 PK S隊陳音 - 結果：H隊王曉佳淘汰 - 第二回 Unit曲對決 - H隊演唱歌曲《[[]]》 - S隊演唱歌曲《[[]]》 - N隊演唱歌曲《[[]]》 - 風雲對決台斗決 - H隊劉炅然 PK S隊吳哲晗 - 結果：S隊吳哲晗淘汰 | - 開唱曲 - 世界上唯一的花 - 第一回 隊歌對決 - H隊演唱歌曲《[[]]》 - S隊演唱歌曲《[[]]》 - N隊演唱歌曲《[[]]》 - 風雲對決台斗決 - H隊王曉佳 PK S隊陳音 - 結果：H隊王曉佳淘汰 - 第二回 Unit曲對決 - H隊演唱歌曲《[[]]》 - S隊演唱歌曲《[[]]》 - N隊演唱歌曲《[[]]》 - 風雲對決台斗決 - H隊劉炅然 PK S隊吳哲晗 - 結果：S隊吳哲晗淘汰 |

第9期
| 播出期      | 第9期 | 播出时间 | 2016年3月13日 | 主題 | 白色情人節 |
| 成員变化    | S隊陳音、H隊徐晗淘汰 N队费沁源告假退出 | S隊陳音、H隊徐晗淘汰 N队费沁源告假退出 | S隊陳音、H隊徐晗淘汰 N队费沁源告假退出 | S隊陳音、H隊徐晗淘汰 N队费沁源告假退出 | S隊陳音、H隊徐晗淘汰 N队费沁源告假退出 |
| S隊剩餘人數 | 4 | N隊剩餘人數 | 5 | H隊剩餘人數 | 4 |
| 內容        | - 開唱曲 - 胡擼胡擼瓢兒 - 第一回 隊歌對決 - N隊演唱歌曲《你的旋律》 - S隊演唱歌曲《日不落》 - H隊演唱歌曲《Cappuccino》 - 風雲對決台斗決 - S隊莫寒 PK S隊陳音 - 結果：S隊陳音淘汰 - 第二回 Unit曲對決 - N隊演唱歌曲《情人》 - S隊演唱歌曲《熱浪》 - H隊演唱歌曲《不能說的秘密》 - 風雲對決台斗決 - S隊許佳琪 PK H隊徐晗 - 結果：H隊徐晗淘汰 | - 開唱曲 - 胡擼胡擼瓢兒 - 第一回 隊歌對決 - N隊演唱歌曲《你的旋律》 - S隊演唱歌曲《日不落》 - H隊演唱歌曲《Cappuccino》 - 風雲對決台斗決 - S隊莫寒 PK S隊陳音 - 結果：S隊陳音淘汰 - 第二回 Unit曲對決 - N隊演唱歌曲《情人》 - S隊演唱歌曲《熱浪》 - H隊演唱歌曲《不能說的秘密》 - 風雲對決台斗決 - S隊許佳琪 PK H隊徐晗 - 結果：H隊徐晗淘汰 | - 開唱曲 - 胡擼胡擼瓢兒 - 第一回 隊歌對決 - N隊演唱歌曲《你的旋律》 - S隊演唱歌曲《日不落》 - H隊演唱歌曲《Cappuccino》 - 風雲對決台斗決 - S隊莫寒 PK S隊陳音 - 結果：S隊陳音淘汰 - 第二回 Unit曲對決 - N隊演唱歌曲《情人》 - S隊演唱歌曲《熱浪》 - H隊演唱歌曲《不能說的秘密》 - 風雲對決台斗決 - S隊許佳琪 PK H隊徐晗 - 結果：H隊徐晗淘汰 | - 開唱曲 - 胡擼胡擼瓢兒 - 第一回 隊歌對決 - N隊演唱歌曲《你的旋律》 - S隊演唱歌曲《日不落》 - H隊演唱歌曲《Cappuccino》 - 風雲對決台斗決 - S隊莫寒 PK S隊陳音 - 結果：S隊陳音淘汰 - 第二回 Unit曲對決 - N隊演唱歌曲《情人》 - S隊演唱歌曲《熱浪》 - H隊演唱歌曲《不能說的秘密》 - 風雲對決台斗決 - S隊許佳琪 PK H隊徐晗 - 結果：H隊徐晗淘汰 | - 開唱曲 - 胡擼胡擼瓢兒 - 第一回 隊歌對決 - N隊演唱歌曲《你的旋律》 - S隊演唱歌曲《日不落》 - H隊演唱歌曲《Cappuccino》 - 風雲對決台斗決 - S隊莫寒 PK S隊陳音 - 結果：S隊陳音淘汰 - 第二回 Unit曲對決 - N隊演唱歌曲《情人》 - S隊演唱歌曲《熱浪》 - H隊演唱歌曲《不能說的秘密》 - 風雲對決台斗決 - S隊許佳琪 PK H隊徐晗 - 結果：H隊徐晗淘汰 |

第10期
| 播出期      | 第10期                                                                    | 播出时间                                                                  | 2016年3月19日                                                             | 主題                                                                      | 重生之戰                                                                  |
| 成員变化    | S隊邵雪聰、H隊劉佩鑫和徐晗复活                                            | S隊邵雪聰、H隊劉佩鑫和徐晗复活                                            | S隊邵雪聰、H隊劉佩鑫和徐晗复活                                            | S隊邵雪聰、H隊劉佩鑫和徐晗复活                                            | S隊邵雪聰、H隊劉佩鑫和徐晗复活                                            |
| S隊剩餘人數 | 5                                                                         | N隊剩餘人數                                                               | 5                                                                         | H隊剩餘人數                                                               | 6                                                                         |
| 內容        | 徐晗 劉佩鑫 邵雪聰 陳音 周怡 於佳怡六人取得復活賽資格，有三人能復活歸隊。 | 徐晗 劉佩鑫 邵雪聰 陳音 周怡 於佳怡六人取得復活賽資格，有三人能復活歸隊。 | 徐晗 劉佩鑫 邵雪聰 陳音 周怡 於佳怡六人取得復活賽資格，有三人能復活歸隊。 | 徐晗 劉佩鑫 邵雪聰 陳音 周怡 於佳怡六人取得復活賽資格，有三人能復活歸隊。 | 徐晗 劉佩鑫 邵雪聰 陳音 周怡 於佳怡六人取得復活賽資格，有三人能復活歸隊。 |

第10期
| 播出期      | 第10期                                                                    | 播出时间                                                                  | 2016年3月19日                                                             | 主題                                                                      | 重生之戰                                                                  |
| 成員变化    | S隊邵雪聰、H隊劉佩鑫和徐晗复活                                            | S隊邵雪聰、H隊劉佩鑫和徐晗复活                                            | S隊邵雪聰、H隊劉佩鑫和徐晗复活                                            | S隊邵雪聰、H隊劉佩鑫和徐晗复活                                            | S隊邵雪聰、H隊劉佩鑫和徐晗复活                                            |
| S隊剩餘人數 | 5                                                                         | N隊剩餘人數                                                               | 5                                                                         | H隊剩餘人數                                                               | 6                                                                         |
| 內容        | 徐晗 劉佩鑫 邵雪聰 陳音 周怡 於佳怡六人取得復活賽資格，有三人能復活歸隊。 | 徐晗 劉佩鑫 邵雪聰 陳音 周怡 於佳怡六人取得復活賽資格，有三人能復活歸隊。 | 徐晗 劉佩鑫 邵雪聰 陳音 周怡 於佳怡六人取得復活賽資格，有三人能復活歸隊。 | 徐晗 劉佩鑫 邵雪聰 陳音 周怡 於佳怡六人取得復活賽資格，有三人能復活歸隊。 | 徐晗 劉佩鑫 邵雪聰 陳音 周怡 於佳怡六人取得復活賽資格，有三人能復活歸隊。 |